# Matthew Ridgway
Matthew Bunker Ridgway (ur. 3 marca 1895 w Fort Monroe w Wirginii, zm. 26 lipca 1993 w Fox Chapel w Pensylwanii) – amerykański wojskowy, generał, najwyższy dowódca sił sprzymierzonych w Europie (1952–1953) i szef sztabu Armii Stanów Zjednoczonych (1953–1955).
Z wyróżnieniem walczył podczas II wojny światowej, gdzie był dowódcą 82 Dywizji Powietrznodesantowej, prowadząc ją w akcji na Sycylii, we Włoszech i w Normandii, a następnie objął dowództwo nad nowo utworzonym XVIII Korpusem Powietrznodesantowym i kierował nim do końca wojny w bitwie ardeńskiej, operacji Varsity oraz inwazji zachodnich aliantów na Niemcy. Największą sławę przyniosło mu skonsolidowanie wysiłków wojennych wojsk ONZ podczas wojny koreańskiej. Kilku historyków przypisało Ridgwayowi odwrócenie losów tej wojny na stronę państw zachodnich. Jego długą karierę wojskową zwieńczył Prezydencki Medal Wolności przyznany mu 12 maja 1986 przez prezydenta Ronalda Reagana, który stwierdził, że: „Bohaterowie przychodzą, kiedy są potrzebni; wielcy ludzie robią krok naprzód, gdy brakuje odwagi”.

## Wczesne lata i edukacja
Ridgway urodził się 3 marca 1895 roku w Fort Monroe w stanie Wirginia jako syn płk. Thomasa Ridgwaya, oficera artylerii i Ruth Ridgway. Przez całe dzieciństwo mieszkał w różnych bazach wojskowych, w których służył jego ojciec. W 1912 roku ukończył English High School w Bostonie i złożył podanie do Akademii Wojskowej Stanów Zjednoczonych w West Point, ponieważ myślał, że to ucieszy jego ojca, który sam był absolwentem tej szkoły.
Ridgway nie zdał pierwszego egzaminu wstępnego z powodu braku doświadczenia w matematyce, ale po intensywnym samokształceniu zdał za drugim razem. W West Point pełnił funkcję lidera drużyny piłkarskiej. W 1917 roku został mianowany podporucznikiem Armii Stanów Zjednoczonych.

## Kariera wojskowa
Rozpoczynając karierę podczas I wojny światowej, Ridgway został przydzielony do służby na granicy z Meksykiem jako żołnierz 3 Pułku Piechoty, a następnie na wydziale West Point jako wykładowca języka hiszpańskiego. Był rozczarowany tym, że nie został przydzielony do obowiązków bojowych podczas Wielkiej Wojny, uważając, że „żołnierz, który nie brał udziału w tym ostatnim wielkim zwycięstwie dobra nad złem, zostanie spaczony”.
W latach 1924–1925 Ridgway uczestniczył w kursie oficerów kompanijnych w Szkole Piechoty Armii Stanów Zjednoczonych w Fort Benning w stanie Georgia, po czym został dowódcą kompanii w 15 Pułku Piechoty stacjonującym w Tiencinie w Chinach. Następnie wysłano go do Nikaragui, gdzie pomagał nadzorować wolne wybory w 1927 roku.
W 1930 roku Ridgway został doradcą gubernatora generalnego Filipin. Ukończył Szkołę Dowodzenia Armii i Sztabu Generalnego w Fort Leavenworth w stanie Kansas w 1935 roku oraz Army War College w Carlisle Barracks w Pensylwanii w 1937 roku. W latach 30. XX wieku pełnił także funkcję zastępcy szefa sztabu VI Korpusu, na następnie zastępcy szefa sztabu 2 Armii i 4 Armii. Gen. George Marshall, ówczesny szef sztabu Armii Stanów Zjednoczonych, przeniósł Ridgwaya do wydziału planów wojennych tuż po wybuchu II wojny światowej w Europie we wrześniu 1939 roku Tam Ridgway służył do momentu awansu na jednogwiazdkowego generała (generała brygady) w styczniu 1942 roku.

### II wojna światowa
Po japońskim ataku na Pearl Harbor i przystąpieniu USA do wojny, w lutym 1942 roku. Ridgway został mianowany na stanowisko adiutanta dowódcy 82 Dywizji Piechoty, która wówczas była w trakcie formowania. Dywizją dowodził gen. Omar Bradley, żołnierz piechoty, którego Ridgway bardzo szanował. Ci dwaj oficerowie przeszkolili tysiące żołnierzy dołączających do dywizji w ciągu najbliższych kilku miesięcy. W sierpniu, dwa miesiące po przyniesieniu Bradleya na stanowisko dowódcy 28 Dywizji Piechoty, Ridgway awansował do stopnia dwugwiazdkowego generała (generała dywizji) i otrzymał dowództwo 82-giej. Dywizja, która ukończyła wszystkie podstawowe szkolenia i ustanowiła doskonały rekord bojowy w I wojnie światowej, została wcześniej wybrana jako jedna z pięciu w armii amerykańskiej do przekształcenia w nowy typ jednostki, dywizję powietrznodesantową. Przekształcenie całej dywizji piechoty było krokiem milowym dla armii, który wymagał forsownych szkoleń, testów i eksperymentów. Dywizja została oficjalnie przemianowana na 82 Dywizję Powietrznodesantową 15 sierpnia 1942 roku.

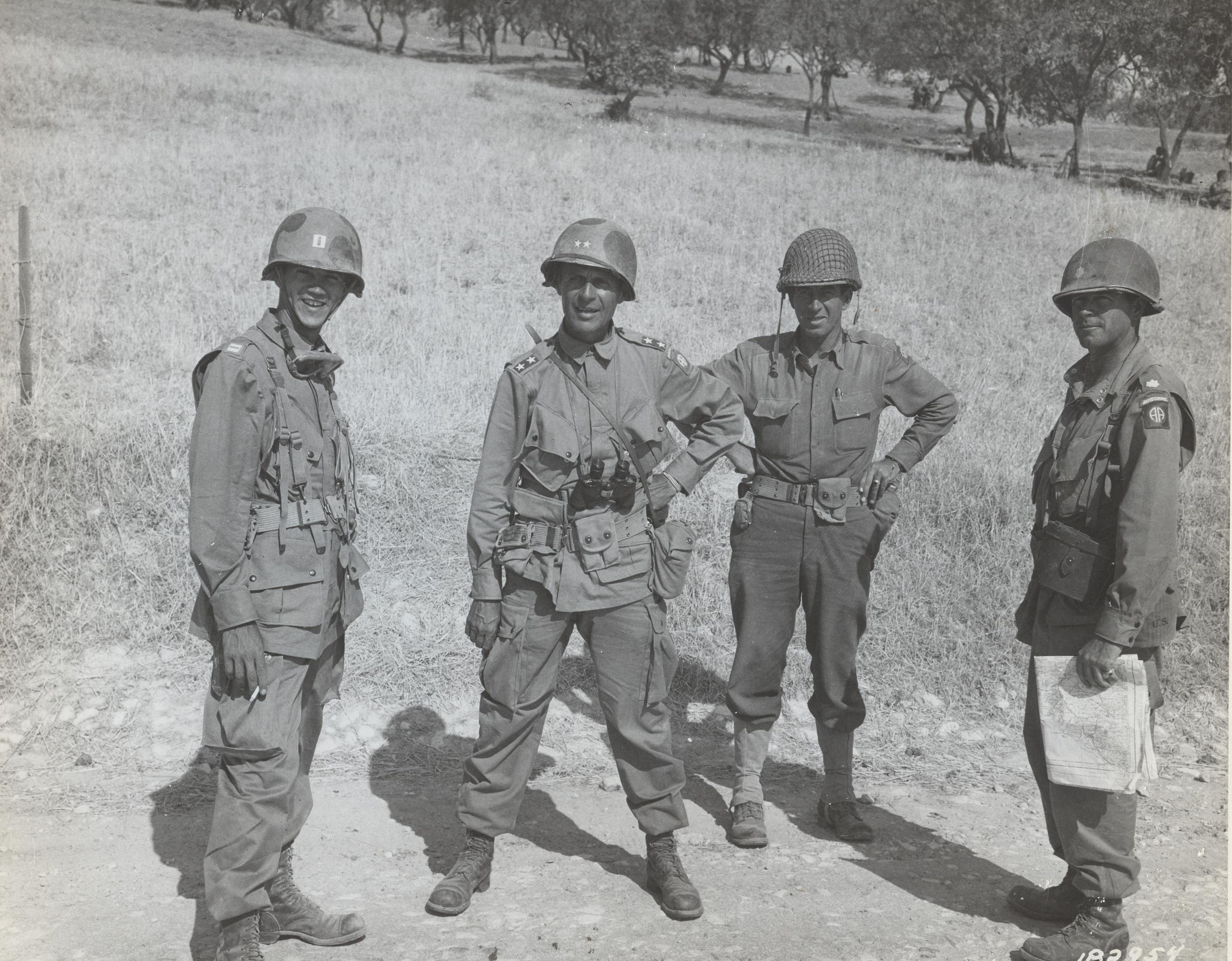
Gen. Matthew Ridgway i członkowie jego sztabu pod Riberą na Sycylii w czasie operacji Husky, 25 lipca 1943 roku

Początkowo składająca się z 325, 326 i 327 Pułku Piechoty, z których wszystkie miały zostać przekształcone w piechotę szybowcową, 327 Pułk został wkrótce przeniesiony z 82-giej, aby pomóc w tworzeniu 101 Dywizji Powietrznodesantowej, dowodzonej przez gen. Williama C. Lee. W przeciwieństwie do swoich podwładnych, Ridgway nie przeszedł szkolenia spadochroniarskiego przed dołączeniem do oddziału. Udało mu się jednak przekształcić 82-gą w gotową do walki dywizję powietrznodesantową; pozostał jej dowódcą i ostatecznie zdobył skrzydła spadochroniarza. Aby zrekompensować utratę 327 Pułku, Ridgway otrzymał w zamian 504 Pułk Piechoty Spadochronowej dowodzony przez płk. Teodora Dunna, później zastąpionego przez ppłk. Reubena Tuckera. W lutym 1943 roku 326 Pułk został również przeniesiony i zastąpiony przez 505 Pułk Piechoty Spadochronowej pod dowództwem płk. Jamesa M. Gavina. W kwietniu 82-ga, który zdaniem Ridgwaya otrzymała zaledwie jedną trzecią czasu szkolenia przewidzianego dla większości dywizji, została wysłana do Afryki Północnej, aby przygotować się do udziału w inwazji na Sycylię.
Ridgway pomógł zaplanować element powietrznodesantowy zbliżającej się inwazji na Sycylię. Operacji Husky, która miała miejsce w lipcu 1943 roku, przewodził 505 Pułk Piechoty Spadochronowej płk. Jamesa Gavina (wzmocniony przez 3. batalion 504 Pułku). Pomimo pewnych sukcesów operacji, Sycylia prawie zniszczyła nową dywizję powietrznodesantową. Z powodu okoliczności niezależnych od Ridgwaya, 82-ga poniosła ciężkie straty, włączając w to zastępcę dowódcy dywizji, gen. Charlesa L. Keeransa. Podczas zrzutu 504 Pułku rano 9 lipca, który został rozproszony na dużym obszarze z powodu bratobójczego ostrzału, Ridgway zgłosił się do gen. George’a S. Pattona, dowódcy amerykańskiej 7 Armii (w której obszarze wylądowała 82 Dywizja) i zameldował, że spośród ponad 5300 spadochroniarzy 82 Dywizji Powietrznodesantowej, których wysłano nad Sycylię, miał w tamtej chwili mniej niż 400 pod swoją kontrolą.
Podczas planowania inwazji na Włochy kontynentalne, 82 Dywizja Powietrznodesantowa postawiono za zadanie zająć Rzym w szybkim ataku w ramach operacji Giant II. Ridgway stanowczo sprzeciwił się temu nierealistycznemu planowi, który zakładał zrzucenie 82 Dywizji na obrzeżach włoskiej stolicy, w samym środku miejsc stacjonowania dwóch ciężko uzbrojonych niemieckich dywizji. Operacja została anulowana na kilka godzin przed startem. 82-ga odegrała jednak znaczącą rolę w alianckiej inwazji na Włochy w Salerno we wrześniu, operacji Avalanche, w której dwa pułki spadochronowe Ridgwaya zrzucone za liniami wroga zapobiegły zepchnięciu alianckich wojsk desantowych z powrotem do morza. 82 Dywizja Powietrznodesantowa odbyła następnie krótką służbę na wczesnych etapach kampanii włoskiej, pomagając aliantom przełamać linię Volturno w październiku. Następnie pełniła obowiązki okupacyjnych w niedawno zajętym włoskim mieście Neapol i nie uczestniczyła w dalszych działaniach bojowych na południu Europy, a w listopadzie opuściła Włochy, przeniesiona do Irlandii Północnej. Jednak gen. Mark W. Clark, dowódca amerykańskiej 5 Armii, kolega Ridgwaya z grupy w West Point, określając go jako „wybitnego żołnierza bojowego, błyskotliwego, nieustraszonego i lojalnego”, który „trenował i wyszkolił jedną z najlepszych jednostek 5 Armii”, nie chciał oddać ani Ridgwaya, ani 82 Dywizji. W ramach kompromisu 504 Pułk Piechoty Spadochronowej płk. Tuckera wraz z jednostkami wspierającymi został zatrzymany we Włoszech, aby dołączyć do reszty 82 Dywizji Powietrznodesantowej najszybciej, jak to będzie możliwe.
Pod koniec 1943 roku, po wysłaniu 82 Dywizji Powietrznodesantowej do Irlandii Północnej oraz na początku 1944 roku. Ridgway pomógł zaplanować komponenty powietrznodesantowe alianckiej inwazji na Normandię, gdzie skutecznie walczyły amerykańskie dywizje: 82. i niedoświadczona 101., wciąż dowodzona przez gen. Lee (później zastąpionego przez gen. Maxwella D. Taylora, który wcześniej był dowódcą 82 Dywizji Powietrznodesantowej), której siłę zwiększono z dwóch pułków spadochronowych i jednego pułku szybowcowego (z czego ten ostatni tylko z dwoma batalionami) do trzech pułków spadochronowych, a pułk szybowcowy zyskał siłę trzech batalionów. W bitwie o Normandię Ridgway wylądował ze swoimi żołnierzami, którzy walczyli przez 33 dni, przechodząc do Saint-Sauveur-le-Vicomte niedaleko Cherbourga i wyzwalając miasto 14 czerwca 1944 roku. Zwolniona ze służby na linii frontu na początku lipca, 82 Dywizja Powietrznodesantowa podczas ciężkich walk w normandzkich bocage poniosła straty wynoszące 46%.

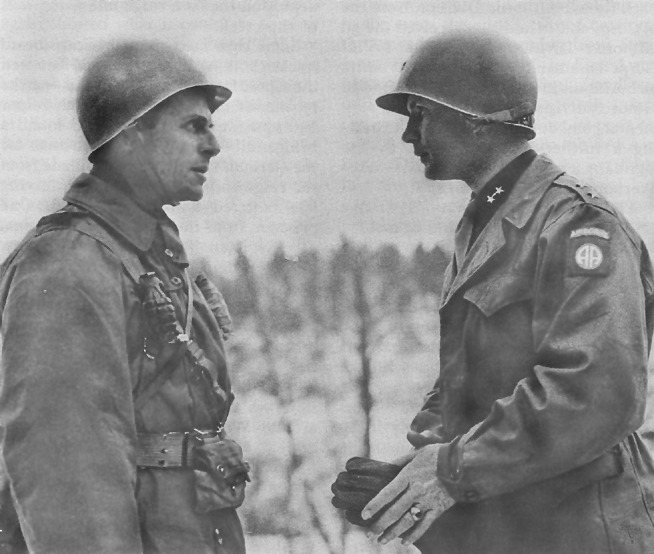
Generałowie Matthew Ridgway i James M. Gavin podczas bitwy o Ardeny, 19 grudnia 1944 roku

W sierpniu 1944 roku Ridgway objął dowództwo XVIII Korpusu Powietrznodesantowego. Dowodzenie 82 Dywizji Powietrznodesantowej przeszło wtedy na gen. Jamesa M. Gavina, który był wcześniej zastępcą dowódcy dywizji. Pierwszą operacją z udziałem Ridgwaya jako dowódcy korpusu była operacja Market Garden, w której 101 Dywizja Powietrznodesantowa wylądowała w pobliżu Eindhoven, aby zabezpieczyć mosty między innymi na drodze do Arnhem. Ridgway ponownie skoczył z samolotu wraz ze swoimi żołnierzami i stał na czele walki obu amerykańskich dywizji powietrznodesantowych. XVIII Korpus Powietrznodesantowy pomógł zatrzymać i odepchnąć wojska niemieckie podczas ofensywy w Ardenach w grudniu. W marcu 1945 roku z brytyjską 6 Dywizją Powietrznodesantową i amerykańską 17 Dywizją Powietrznodesantową poprowadził korpus do Niemiec podczas operacji Varsity, powietrznodesantowej części operacji Plunder, gdzie został ranny w ramię przez odłamek niemieckiego granatu ręcznego 24 marca. Już po kapitulacji Niemiec, w czerwcu 1945 roku awansował na trzygwiazdkowego generała (generał dywizji). Pod koniec II wojny światowej Ridgway został przeniesiony do nowego zadania w na Pacyfiku, pod dowództwem gen. Douglasa MacArthura, z którym służył jako kapitan w Akademii Wojskowej Stanów Zjednoczonych w West Point. "Wielki skok" jednak nie nastąpił z powodu kapitulacji Japonii we wrześniu.

### Po wojnie
Ridgway był dowódcą wojsk amerykańskich na filipińskiej wyspie Luzon do października 1945 roku, kiedy to XVIII Korpus Powietrznodesantowy został rozwiązany. Następnie otrzymał dowództwo sił amerykańskich w rejonie Morza Śródziemnego, z tytułem zastępcy Naczelnego Dowódcy Sojuszu w regionie Morza Śródziemnego. W latach 1946–1948 pełnił funkcję przedstawiciela armii Stanów Zjednoczonych w komitecie sztabu wojskowego Organizacji Narodów Zjednoczonych. W 1948 roku objął dowództwo nad siłami amerykańskimi na Karaibach, a w 1949 roku został mianowany zastępcą szefa sztabu ds. administracji pod kierownictwem ówczesnego szefa sztabu Armii Stanów Zjednoczonych, gen. Josephem Collinsem.

### Wojna koreańska

Naszywka naramienna 8 Armii

Najważniejsze zadanie Ridgwaya spadło na niego w 1950 roku, po śmierci gen. Waltona Walkera 23 grudnia tego roku. Ridgway był początkowo przydzielony jako zastępca Walkera do dowództwa 8 Armii, którą rozmieszczono w Korei Południowej w odpowiedzi na inwazję Korei Północnej w czerwcu 1950 roku. Kiedy Ridgway przejął dowodzenie nad 8 Armią, nadal znajdowała się ona w taktycznym odwrocie, po tym, jak jej energiczny wypad do Korei Północnej spotkał się z nieoczekiwaną i przytłaczają ofensywą armii komunistycznych Chin w bitwie nad rzeką Ch'ongch'on.
Ridgway był niewzruszony sportowym zachowaniem gen. Douglasa MacArthura, ówczesnego dowódcy sił ONZ w Korei. MacArthur dał Ridgwayowi swobodę działania, na którą nie pozwolił jego poprzednikowi. Po tym, jak Ridgway wylądował w Tokio w Boże Narodzenie 1950 roku, aby omówić sytuację operacyjną z MacArthurem, ten zapewnił swojego nowego dowódcę armii, że daje mu wolną rękę w kwestii działań 8 Armii. Ridgway został przy tym zachęcony przez naczelnego dowódcę do wycofania się na kolejne pozycje obronne i utrzymywania Seulu tak długo, jak będzie to możliwe, ale nie w przypadku, kiedy oznaczałoby to, że 8 Armia zostanie ocięta przez wroga w rejonie koreańskiej stolicy. Ridgway zapytał konkretnie, czy jeśli oceni sytuację bojową „według swojego upodobania”, to wówczas MacArthur miałby coś przeciw wobec „jego ataku”. MacArthur odpowiedział: „8 Armia należy do ciebie, Matt. Rób to, co uważasz za słuszne”.
Po przejęciu kontroli nad wycieńczoną 8 Armią, jednym z pierwszych działań Ridgwaya było przywrócenie żołnierzom pewności siebie. Aby to osiągnąć, zreorganizował strukturę dowodzenia. Podczas jednej z pierwszych odpraw I Korpusu w Korei Ridgway odbył obszerną dyskusję na temat różnych planów obronnych i nieprzewidzianych sytuacji. Na koniec zapytał podkomendnych o status ich planów ataku; wtedy G–3 (oficer operacyjny) odpowiedział, że nie ma takich planów. Kilka dni później I Korpus miał nowego G-3. Ridgway wymienił także oficerów, którzy nie wysyłali patroli w celu dokonania zwiadu i usunął zaznaczone „pozycje wroga” z map polowych dowódców, jeśli lokalne jednostki nie były w ostatnim czasie na patrolu w celu sprawdzenia, czy wróg nadal tam przebywa. Ridgway opracował plan zwolnienia wszystkich dowódców dywizji, którzy działali od sześciu miesięcy i zastąpienia ich świeżymi oficerami. Wysłał wskazówki do dowódców na wszystkich szczeblach, nakazujące im spędzać więcej czasu na linii frontu, a mniej na stanowiskach dowodzenia na głębokich tyłach. Kroki te miały natychmiastowy wpływ na morale walczących wojsk.
Wraz z wkroczeniem wojsk chińskich zmienił się charakter wojny koreańskiej. Przywódcy polityczni, próbując zapobiec rozszerzeniu wojny z lokalnej na globalną, nie pozwolili siłom ONZ zbombardować baz logistycznych w Chinach ani mostów przez rzekę Jalu na granicy Chin z Koreą Północną. Armia amerykańska przeszła od operacji ofensywnych do działań defensywnych o charakterze opóźniającym. Inną dużą zmianą taktyczną wprowadzoną przez Ridgwaya było wykorzystanie artylerii na szeroką skalę, po raz pierwszy od zakończenia II wojny światowej.

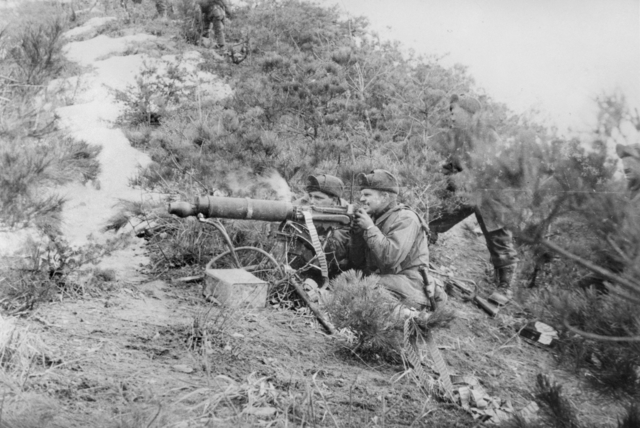
Bitwa o Chipyong-ni

Straty w szeregach chińskich zaczęły rosnąć i stały się bardzo dotkliwe, gdy fale piechoty wpadły pod skoordynowany, amerykański ostrzał artyleryjski. Pod dowództwem Ridgwaya udało się spowolnić chińską ofensywę i ostatecznie zatrzymać ją w bitwach o Chipyong-ni i Wonju. Następnie Ridgway poprowadził swoje wojska w operacji Thunderbolt, wielkiej kontrofensywie przeprowadzonej na początku 1951 roku.
Kiedy w kwietniu gen. MacArthur został zwolniony ze stanowiska przez prezydenta Harry’ego S. Trumana, Ridgway został awansowany do stopnia czterogwiazdkowego generała, obejmując dowództwo nad wszystkimi siłami ONZ w Korei. Jako naczelny dowódca w Korei, Ridgway zyskał przydomek Tin Tits (blaszane cycki) ze względu na swój rzekomy nawyk noszenia granatów ręcznych przymocowanych do jego szelek na wysokości klatki piersiowej. Ridgway nadzorował demobilizację i przegrupowanie jednostek Armii Stanów Zjednoczonych w Dowództwie Dalekiego Wschodu, co znacząco wpłynęło na późniejszą powszechną demobilizację.
W 1951 roku Ridgway został wybrany członkiem honorowym Towarzystwa Cyncynatów w stanie Wirginia. Przejął także od MacArthura rolę gubernatora wojskowego Japonii, najwyższego dowódcy sił sprzymierzonych. Podczas swojej kadencji Ridgway nadzorował przywrócenie japońskiej niepodległości i suwerenności 28 kwietnia 1952 roku.

### Naczelny dowódca sił sprzymierzonych w Europie
W maju 1952 roku Ridgway zastąpił gen. Dwighta D. Eisenhowera jako Naczelnego dowódcę sił sprzymierzonych w Europie (Supreme Allied Commander Europe, SACEUR) dla nowo powstałej Organizacji Paktu Północnoatlantyckiego (NATO). Będąc na tym stanowisku, Ridgway poczynił postępy w opracowywaniu skoordynowanej struktury dowodzenia, nadzorował rozwój sił i obiektów oraz usprawniał szkolenie i standaryzację. Zdenerwował europejskich dowódców wojskowych, otaczając się wyłącznie amerykańskim personelem. Jego skłonność do mówienia prawdy w każdej sytuacji nie zawsze była politycznie pożądana. W przeglądzie z 1952 roku gen. Omar Bradley, przewodniczący połączonych szefów sztabów, poinformował prezydenta Harry’ego Trumana, że „Ridgway doprowadził NATO do „jego realistycznej fazy” i „ogólnie zachęcający jest obraz tego, jak stopniowo kształtuje się heterogeniczna siła obronna”.
Ridgway wezwał wysokich komisarzy do ułaskawienia wszystkich niemieckich oficerów skazanych za zbrodnie wojenne na froncie wschodnim II wojny światowej. Zauważył, że on sam wydał niedawno w Korei rozkazy „w sprawie niemieckich generałów siedzących w więzieniu”. Jego „honor jako żołnierza” zmusił go do nalegania na zwolnienie tych oficerów, zanim będzie mógł „wydać choćby jeden rozkaz niemieckiemu żołnierzowi armii europejskiej”.

### Szef sztabu Armii Stanów Zjednoczonych

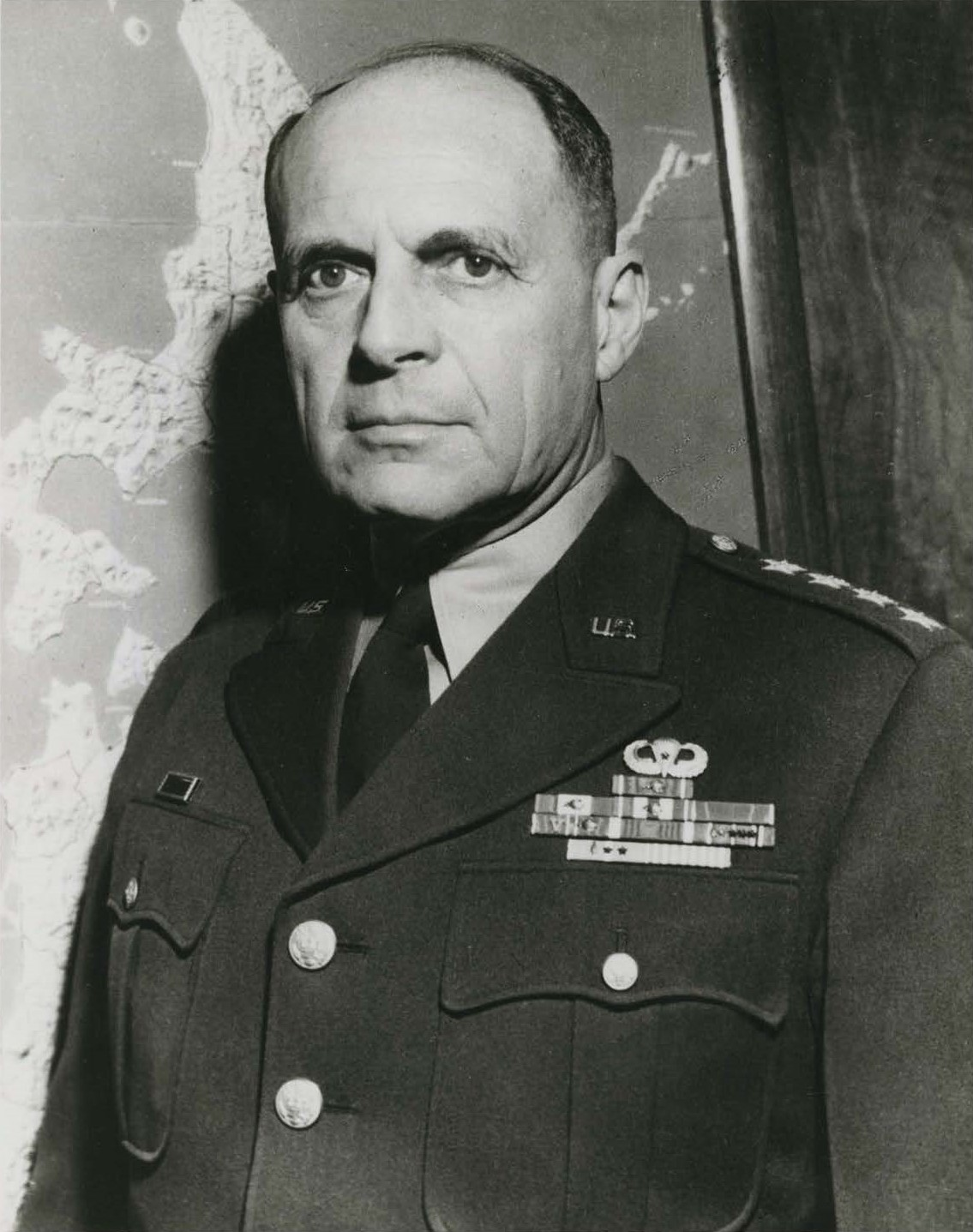
Gen. Matthew Ridgway w latach 40.

17 sierpnia 1953 roku Ridgway zastąpił gen. Josepha L. Collinsa na stanowisku szefa sztabu Armii Stanów Zjednoczonych. Po wybraniu Eisenhowera na prezydenta, ten poprosił Ridgwaya o ocenę możliwości amerykańskiego zaangażowania militarnego w Wietnamie we współpracy z Francuzami. Ridgway przygotował kompleksowy zarys dużej operacji wojskowej, która byłaby konieczna dla osiągnięcia sukcesu, co zniechęciło nowego prezydenta do podjęcia interwencji. Źródłem napięcia było przekonanie Ridgwaya, że siła wojsk lotniczych i broń jądrowa nie zmniejszyły potrzeby użycia potężnych, mobilnych sił lądowych do zajmowania terenu wroga i kontrolowania jego ludności. Ridgway był zaniepokojony tym, że propozycja Eisenhowera polegająca na znacznym zmniejszeniu liczebności armii naziemnej może sprawić, iż nie będzie już ona w stanie przeciwdziałać rosnącemu sowieckiemu zagrożeniu militarnemu, jak zauważył w trakcie zamachu stanu w Gwatemali w 1954 roku. Obawy te doprowadziłyby do powtarzających się sporów w trakcie jego kadencji jako szefa sztabu.
Prezydent Eisenhower zatwierdził zrzeczenie się przez wojsko obowiązkowego przechodzenia żołnierzy na emeryturę w wieku 60 lat, aby Ridgway mógł ukończyć dwuletnią kadencję jako szef sztabu. Jednak nieporozumienia z administracją, dotyczące głównie faworyzowania Marynarki Wojennej i Sił Powietrznych Stanów Zjednoczonych na szkodę wojsk lądowych przez administrację prezydenta, uniemożliwiły powołanie Ridgwaya na drugą kadencję. Ridgway odszedł z wojska 30 czerwca 1955 roku, a następcą na tym stanowisku został jego wcześniejszy szef sztabu z 82 Dywizji Powietrznodesantowej, gen. Maxwell D. Taylor. Nawet po przejściu na emeryturę Ridgway pozostał otwartym i aktywnym krytykiem prezydenta Eisenhowera.

## Emerytura i śmierć
Ridgway pozostawał aktywny na emeryturze, zarówno jako działacz organizacji kombatanckich, jak też mówca i autor. W 1955 roku przeniósł się na przedmieście Pittsburgha, do Fox Chapel w Pensylwanii, po przyjęciu przewodnictwa w radzie powierniczej Carnegie Mellon University oraz stanowiska w zarządzie Gulf Oil Corporation. Rok po przejściu na cywilną emeryturę opublikował swoją autobiografię pt. Soldier: The Memoirs of Matthew B. Ridgway. W 1967 roku napisał także monografię wojny koreańskiej pt. The Korean War.
W 1960 roku Ridgway wycofał się ze stanowiska w Mellon Institute, ale nadal zasiadał w wielu zarządach spółek, grupach obywatelskich w Pittsburghu i komitetach ds. badań strategicznych Pentagonu.
Ridgway zawsze opowiadał się za silnym wojskiem, które powinno być rozsądnie wykorzystywane. Wygłosił wiele przemówień, pisał i brał udział w różnych panelach, dyskusjach i grupach fokusowych. Na początku 1968 roku został zaproszony na lunch do Białego Domu w celu omówienia sprawy Indochin. Po obiedzie Ridgway rozmawiał na stopie prywatnej przez dwie godziny z prezydentem Lyndonem Johnsonem i wiceprezydentem Hubertem Humphreyem. Zapytany o swoją opinię, Ridgway odradzał głębsze zaangażowanie wojsk amerykańskich w Wietnamie i nieużywanie siły w celu rozwiązania incydentu na krążowniku USS Pueblo. W artykule dotyczącym spraw zagranicznych Ridgway stwierdził, że cele polityczne powinny opierać się na żywotnych interesach narodowych oraz że cele wojskowe powinny być spójne z celami politycznymi i wspierać je, ale żaden z tych celów nie był rzeczywisty w przypadku wojny w Wietnamie.
Ridgway opowiadał się za utrzymaniem zdolności do użycia broni chemicznej, broni biologicznej i radiologicznej, argumentując, że mogą one osiągnąć cele obrony terytorium USA poprzez odstraszanie lepiej niż ówcześnie używana broń konwencjonalna. W 1976 roku Ridgway został członkiem założycielem Komitetu Obecnego Zagrożenia (ang. Committee on the Present Danger), który nalegał na większą gotowość wojskową do przeciwdziałania rosnącemu zagrożeniu sowieckiemu w okresie zimnej wojny.
5 maja 1985 roku Ridgway był uczestnikiem wizyty prezydenta Ronalda Reagana na cmentarzu wojennym Kolmeshöhe pod Bitburgiem, kiedy były pilot i as myśliwski Luftwaffe Johannes Steinhoff uścisnął rękę amerykańskiego przywódcy w akcie pojednania pomiędzy dawnymi wrogami.
Ridgway zmarł w swoim podmiejskim domu na obrzeżach Pittsburgha 26 lipca 1993 roku w wieku 98 lat wskutek zatrzymania akcji serca. Został pochowany na Cmentarzu Narodowym w Arlington, sekcja 7, Grób 8196-1. W przemówieniu nad jego grobem przewodniczący połączonych szefów sztabu, gen. Colin Powell powiedział: „Żaden żołnierz nigdy nie wykonywał swoich obowiązków lepiej niż ten człowiek. Żaden żołnierz nigdy nie utrzymywał swojego honoru lepiej niż ten człowiek. Żaden żołnierz nigdy nie kochał swojego kraju bardziej niż ten człowiek to robił. Każdy amerykański żołnierz ma dług wobec tego wielkiego człowieka”.

## Życie prywatne
W 1917 roku Ridgway ożenił się z Julią Caroline Blount. Mieli dwie córki, Constance i Shirley; rozwiedli się w 1930 roku.
Krótko po rozwodzie z pierwszą żoną Ridgway poślubił Margaret („Peggy”) Wilson Dabney, wdowę po absolwencie West Point Henrym Haroldzie Dabneyu, a w 1936 roku adoptował córkę Peggy, Virginię Ann Dabney. Ridgway i Peggy rozwiedli się w czerwcu 1947 roku. Jeszcze tego samego roku Ridgway poślubił Mary Princess Anthony Long, która otrzymała przydomek „Penny”. Pozostali małżeństwem aż do jego śmierci. Byli rodzicami jednego syna, Matthew Jr., który zginął w wypadku w 1971 roku wkrótce po ukończeniu Bucknell University i otrzymaniu promocji jako podporucznik przez Korpus Szkolenia Oficerów Rezerwowych.

## Dziedzictwo
W toku swojej długiej kariery Ridgway został uznany za wybitnego przywódcę, zdobywając szacunek podwładnych, równych stopniem i przełożonych. Gen. Omar Bradley opisał pracę Ridgwaya zmieniającą bieg wojny koreańskiej jako „największe osiągnięcie osobistego dowództwa w historii armii amerykańskiej”. Szeregowy żołnierz walczący w Normandii powiedział o intensywnej bitwie podczas próby przejścia kluczowego mostu: „Najbardziej pamiętnym widokiem tego dnia byli Ridgway, Gavin i Maloney, [trzej generałowie] stojący tam, gdzie było najgoręcej [por. najcięższy ogień ze strony wroga] Chodzi o to, że każdy żołnierz, który trafił na tę groblę, widział tam wszystkich naszych generałów oraz dowódców pułków i batalionów. To był naprawdę inspirujący wysiłek”.
W dniu największego postępu Niemców w bitwie ardeńskiej Ridgway powiedział ze spokojem do podległych mu oficerów XVIII Korpusu Powietrznodesantowego: „Sytuacja jest normalna i całkowicie zadowalająca. Wróg rzucił do walki wszystkie swoje mobilne rezerwy i to jest jego ostatni duży wysiłek ofensywny w tej wojnie. Korpus powstrzyma to natarcie, a następnie zaatakuje wroga i go rozbije”.
Ridgway uważał, że przywództwo składa się z trzech podstawowych składników: charakteru, odwagi i kompetencji. Opisał charakter – włączając w to samodyscyplinę, lojalność, bezinteresowność, skromność i gotowość do przyjęcia odpowiedzialności oraz umiejętność przyznania się do błędu – jako „fundament, na którym opiera się cały gmach przywództwa”. Jego koncepcja odwagi obejmowała odwagę zarówno fizyczną, jak i moralną. Kompetencje zaś składały się na sprawność fizyczną, zdolność przewidywanie, kiedy nastąpią kryzysy i podejmowanie zawczasu działań w celu ich rozwiązania oraz bycie nieustannie blisko podwładnych.
Ridgway został uhonorowany przez swoje przybrane rodzinne miasto Pittsburgh jedną z bram wejściowych do Narodowego Muzeum Wojskowego i Centrum Pamięci Żołnierzy i Marynarzy, znajdującego się w edukacyjnej i kulturalnej dzielnicy miasta, przemianowaną na „Ridgway Court”. Jego imię nosi też jeden wydziałów Uniwersytetu Pittsburskiego, Matthew B. Ridgway Center for International Security Studies. Szkoła Wyższych Studiów Wojskowych Armii Stanów Zjednoczonych opublikowała jego monografię w 2011.